# Шедевр (картина Лихтенштейна)
«Шедевр» (англ. Masterpiece) — картина в стиле поп-арт, созданная американским художником Роем Лихтенштейном в 1962 году. Она выполнена маслом на холсте. В имеющей форму квадрата (137 на 137 см) работе используется традиционные для художника техника точек Бен-Дей, текстовый баллон и повествовательное содержание. В 2017 году картина Лихтенштейна была продана за 165 млн долларов США.

## История
Согласно данным Фонда Лихтенштейна «Шедевр» демонстрировался на первой выставке Лихтенштейна в Галерее Ферус в Лос-Анджелесе с 1 апреля по 27 апреля 1963 года, где также были представлены «Тонущая девушка», «Портрет мадам Сезанн» и другие работы Лихтенштейна, созданные с 1962 по 1963 год. При комментировании другой своей картины («Я знаю... Брэд») художник отметил, что имя Брэд воспринималось им как геройское и использовалось с целью клишированного упрощения. Другим известным произведением Лихтенштейна с упоминанием этого имени является «Тонущая девушка».
Источником для «Шедевра» послужил рисунок из комикса, где оба герои располагались в аналогичных позах. Но в комиксе пара находилась в машине, а текст в облачке начинался с фразы «но когда-нибудь горечь пройдет…» (англ. but someday the bitterness will pass...).
«Шедевр» был частью крупнейшей в истории ретроспективы работ Лихтенштейна, проходившей в Чикагском институте искусств с 16 мая по 3 сентября 2012 года, Национальной галерее искусства в Вашингтоне с 14 октября 2012 года по 13 января 2013 года, Современной галерее Тейт в Лондоне с 21 февраля по 27 мая 2013 года и Центре Помпиду в Париже с 3 июля по 4 ноября 2013 года. Ряд публикаций иллюстрировали «Шедевром» свои анонсы этой ретроспективы.
В январе 2017 года коллекционер Агнес Гунд продал «Шедевр», который в течение многих лет висел в его квартире в Верхнем Ист-Сайде, за $165 млн. Вырученные от продажи средства должны были пойти на создание фонда реформы уголовного правосудия под названием «Art for Justice fund.» Картина, по состоянию на середину 2017 года, входила в 15 самых дорогих картин, когда-либо проданных на художественных аукционах или частным образом. Покупателем был инвестор Стивен А. Коэн.

## Критика
«Шедевр» рассматривается исследователями как самоирония Лихтенштейна, отражающая его собственную карьеру. В ретроспективе эта шутка оценивается как «остроумная и всё же устрашающе пророческая», потому что она предвосхитила некоторые из будущих потрясений, которые пережил художник. В картине речь блондинки звучит так: «Ну, Брэд Дарлинг, эта картина — шедевр! Ого, скоро весь Нью-Йорк будет галдеть о твоей работе!». Она делает это замечание, когда смотрит на картину, которая на «Шедевре» представлена лишь углом своей задней стороны. Молчаливый Брэд выражает своё согласие выражением лица. Искусствовед Адриан Серл из «The Guardian» утверждал, что работа 1962 года, чьё повествование и графическое содержание были заимствованы, стала своевременной, потому что у Лихтенштейна была организована его первая выставка в Нью-Йорке в Галерее Лео Кастелли в том же году, что делает «Шедевр» амбициозным в ироничном ключе, описывающим успех и «социально-сексуальный статус горячего молодого художника». Сатира и самоирония по отношению к своей карьере также прослеживается в работе «Мистер Беллами», созданной Лихтенштейном годом ранее. По словам Роберты Смит из «The New York Times» «Шедевр» входит в число нескольких работ Лихтенштейна, где точки Бен-Дей выполнены «тусклыми и неоднородными».